# Relaciones Austria-Costa Rica
Las relaciones Austria-Costa Rica se refieren a las relaciones internacionales que existen entre Costa Rica y Austria.

## Historia
Las relaciones consulares entre Costa Rica y Austria se iniciaron en 1871 con el nombramiento de un Cónsul General de ese país en San José, y las diplomáticas en 1873, mediante la acreditación como concurrente en Viena del Ministro Residente de Costa Rica en Berlín.

## Relaciones diplomáticas
- Costa Rica tiene una embajada y un consulado Generalen Viena.[2] así como consulados honorarios en Salzburgo y Tirol.[3]
- Austria no tiene una embajada en Costa Rica. Su embajada en Ciudad de México está acreditada para Costa Rica.[4] y cuenta con una oficina conular.[5]